# Bāynūj
Bāynūj (persiska: باينوج, بِينو, باينو, بايِنوج) är en ort i Iran.   Den ligger i provinsen Hormozgan, i den sydöstra delen av landet, 900 km söder om huvudstaden Teheran. Bāynūj ligger 1 270 meter över havet och antalet invånare är 533.
Terrängen runt Bāynūj är varierad.Runt Bāynūj är det glesbefolkat, med 8 invånare per kvadratkilometer. Närmaste större samhälle är Dehestān-e Bālā, 10,2 km väster om Bāynūj. Trakten runt Bāynūj är ofruktbar med lite eller ingen växtlighet.